# Sigitas Geda
Sigitas Geda (Paterai, 4 de febrero de 1943 – Vilna, 12 de diciembre de 2008), poeta y traductor lituano. 

## Biografía
Estudió historia y filología en la Universidad de Vilna. En 1966 se publicó su colección Pedos («Huellas»). Fue una figura insigne en el Movimiento de apoyo a la Perestroika, conocido también como Sąjūdis. Durante un tiempo se retiró de la vida pública, luego de la independencia lituana, como protesta ante la corrupción y las disputas políticas.
Sus poemas fueron traducidos al inglés por Kerry Shawn Keys.

## Distinciones
- 1994 Premio Nacional Lituano